# Drangsnes
Drangsnes é uma localidade na Islândia, com uma população de cerca de 77 habitantes em 2018.